# Masaru Ibuka
Masaru Ibuka (Nikkō, 11 aprile 1908 – Tokyo, 19 dicembre 1997) è stato un imprenditore, ingegnere e scrittore giapponese, fondatore con Akio Morita della Sony.

## Biografia
Masaru Ibuka nacque l'11 aprile 1908, primo figlio di Tasuku Ibuka, un tecnologo architettonico e studente di Inazo Nitobe. La sua famiglia ancestrale era il principale servitore del dominio di Aizu, e i suoi parenti includono Yae Ibuka e Ibuka Kajinosuke. Masaru perse il padre all'età di due anni e fu cresciuto dal nonno. In seguito si trasferì a Kōbe dopo che sua madre si era risposata. Superò l'esame di ammissione alla Hyogo Prefectural 1st Kobe Boys' School (ora, Hyogo Prefectural Kobe High School) e nel 1933 si laureò all'Università di Waseda.
Masaru andò quindi a lavorare presso il Photo-Chemical Laboratory, una società che elaborava pellicole cinematografiche, e in seguito prestò servizio nella Marina Imperiale Giapponese durante la seconda guerra mondiale, dove fu membro del Comitato di Ricerca in Tempo di Guerra della Marina Imperiale. Nel settembre 1945 lasciò l'azienda e la marina e fondò un'officina di riparazione radio nel grande magazzino Shirokiya a Nihonbashi, Tokyo.
Nel 1946, un collega ricercatore in tempo di guerra, Akio Morita, vide un articolo di giornale sulla nuova impresa di Ibuka e, dopo un po' di corrispondenza, scelse di raggiungerlo a Tokyo. Con il finanziamento del padre di Morita, co-fondarono la Tokyo Telecommunications Engineering Corporation, diventata nota come Sony Corporation nel 1958. Ibuka fu determinante nell'assicurare la licenza della tecnologia dei transistor dai Bell Labs alla Sony negli anni '50, rendendo così la Sony una delle prime aziende ad applicare la tecnologia dei transistor a usi non militari. Guidò anche il team di ricerca e sviluppo che sviluppò  il televisore a colori Trinitron di Sony nel 1967 Ibuka fu presidente della Sony dal 1950 fino al suo pensionamento nel 1976.
Ibuka fu autore del libro Kindergarten is Too Late (1971), in cui sosteneva che l'apprendimento umano più significativo avviene dalla nascita ai 3 anni e suggeriva modi e mezzi per trarne vantaggio. La prefazione del libro venne scritta da Glenn Doman, fondatore di The Institutes for the Achievement of Human Potential, un'organizzazione che insegna ai genitori lo sviluppo del cervello infantile.

### Morte
Ibuka morì di insufficienza cardiaca all'età di 89 anni. Gli sopravvissero un figlio e due figlie.